# Taps
Taps (br: Toque de Recolher/O Clarim da Revolta) é um filme estadunidense de 1981 do gênero drama, dirigido por Harold Becker. Timothy Hutton foi indicado ao Globo de Ouro por sua atuação como o Major Cadete Brian Moreland.
O filme recebeu uma pontuação de 77% no site Rotten Tomatoes, com três estrelas de 4.

## Sinopse
A história se passa na Bunker Hill, uma  academia militar fictícia com longa tradição no treinamento de garotos em idade escolar. Sabendo do iminente fechamento da escola, o Major Cadete Brian Moreland lidera seus colegas numa rebelião armada contra a construção de um condomínio particular no local.

## Elenco principal
- George C. Scott - General Harlan Bache
- Timothy Hutton - Cadete Mayor Brian Moreland
- Ronny Cox - Coronel Kerby
- Sean Penn - Cadet Captain Alex Dwyer
- Tom Cruise - Cadet Captain David Shawn
- Brendan Ward - Cadet Plebe Charlie Auden
- Evan Handler - Cadet Lieutenant Edward West
- John P. Navin Jr. - Cadet Plebe Derek
- Billy Van Zandt - Cadet Bug
- Giancarlo Esposito - Cadet Captain J.C. Pierce
- Wayne Tippit - Master Sergeant Kevin Moreland
- Earl Hindman - State Police Lieutenant Hanson
- James Handy - Sheriff